# Hume Highway

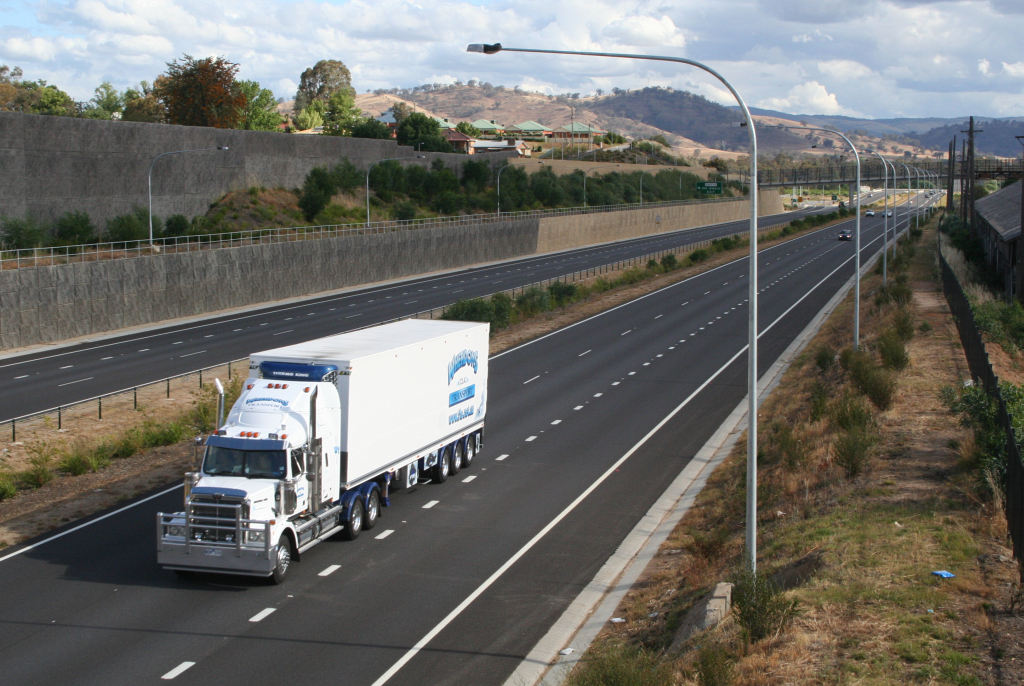
Hume Highway går förbi Albury.

Hume Highway eller Hume Freeway är en motorväg i Australien som går mellan städerna Sydney och Melbourne.